# 12669 Emilybrisnehan
12669 Emilybrisnehan eller 1979 MY5 är en asteroid i huvudbältet som upptäcktes den 25 juni 1979 av de båda amerikanska astronomerna Eleanor F. Helin och Schelte J. Bus vid Palomarobservatoriet. Den är uppkallad efter Emily Walters Brisnehan.
Asteroiden har en diameter på ungefär 6 kilometer.